# Jerma
Jerma (serb. Јерма; bułg. Ерма, Erma) – rzeka w Serbii oraz Bułgarii mierząca 72 km długości (45 km w Serbii oraz 27 km w Bułgarii). Przepływa przez granicę bułgarsko-serbską dwukrotnie. Jerma bierze swój początek w pobliżu jeziora Vlasinsko w okręgu pczyńskim. Uchodzi do Niszawy w pobliżu miasta Pirot.
Powierzchnia zlewni Jermy wynosi 796 km2.

## Galeria

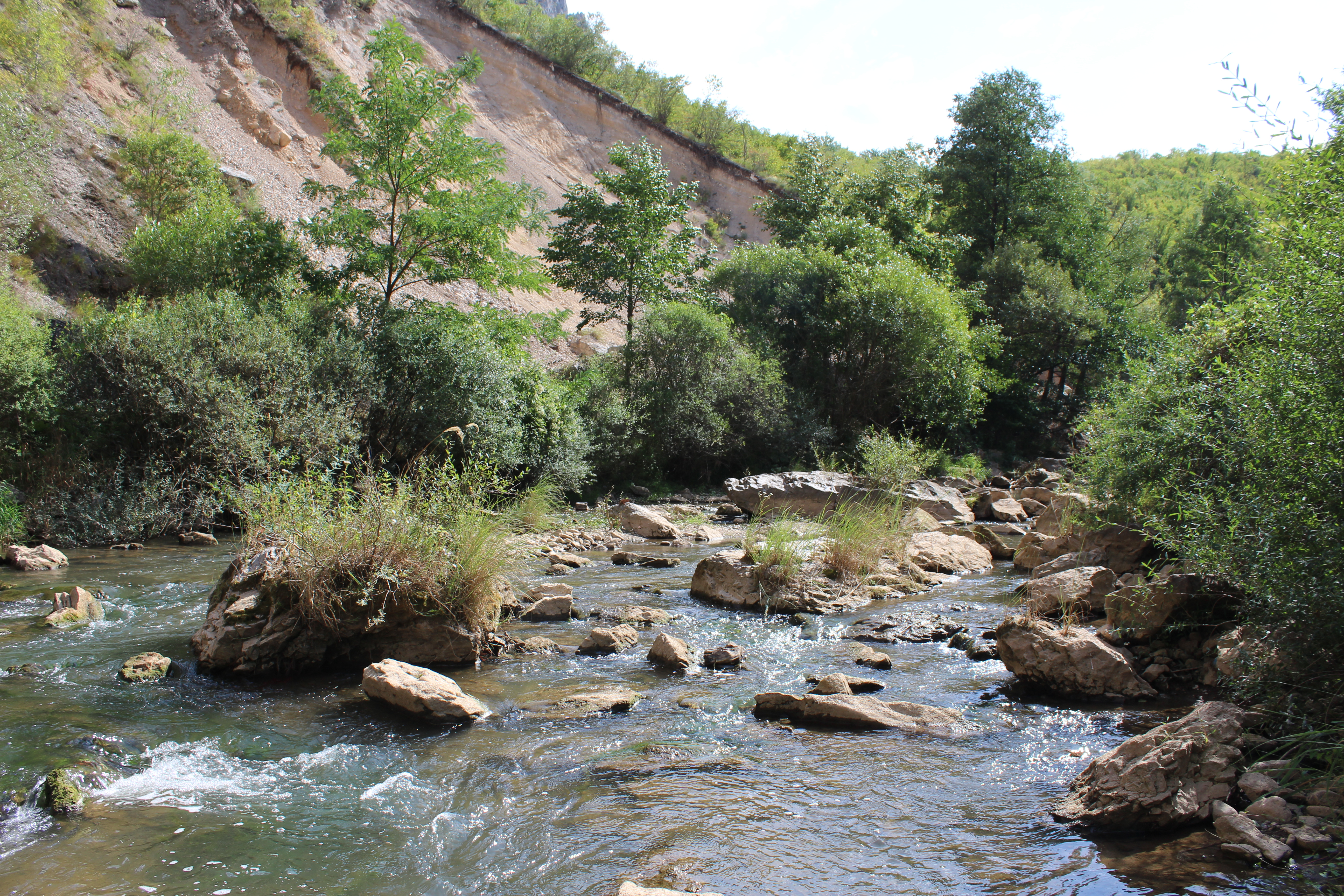
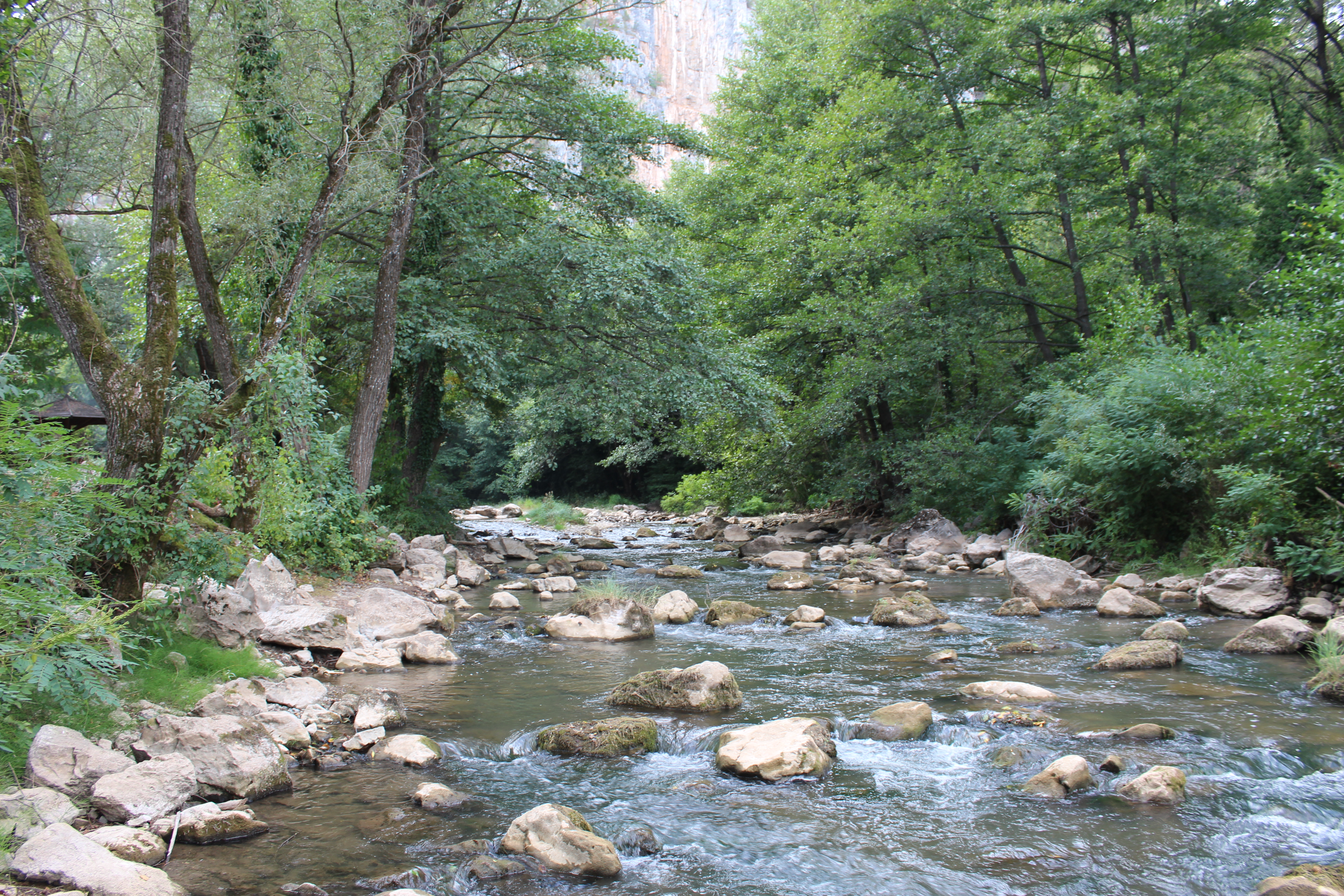
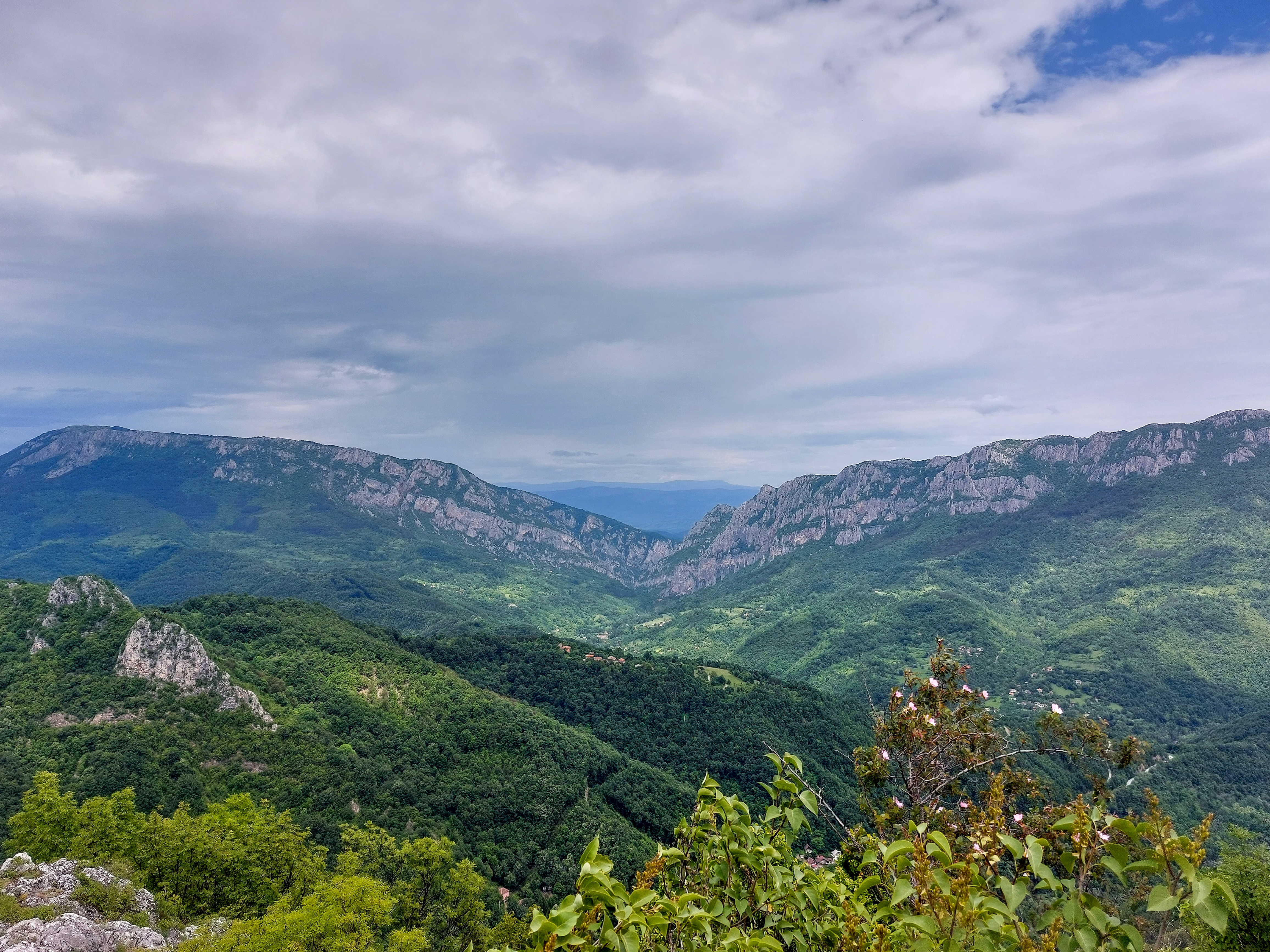
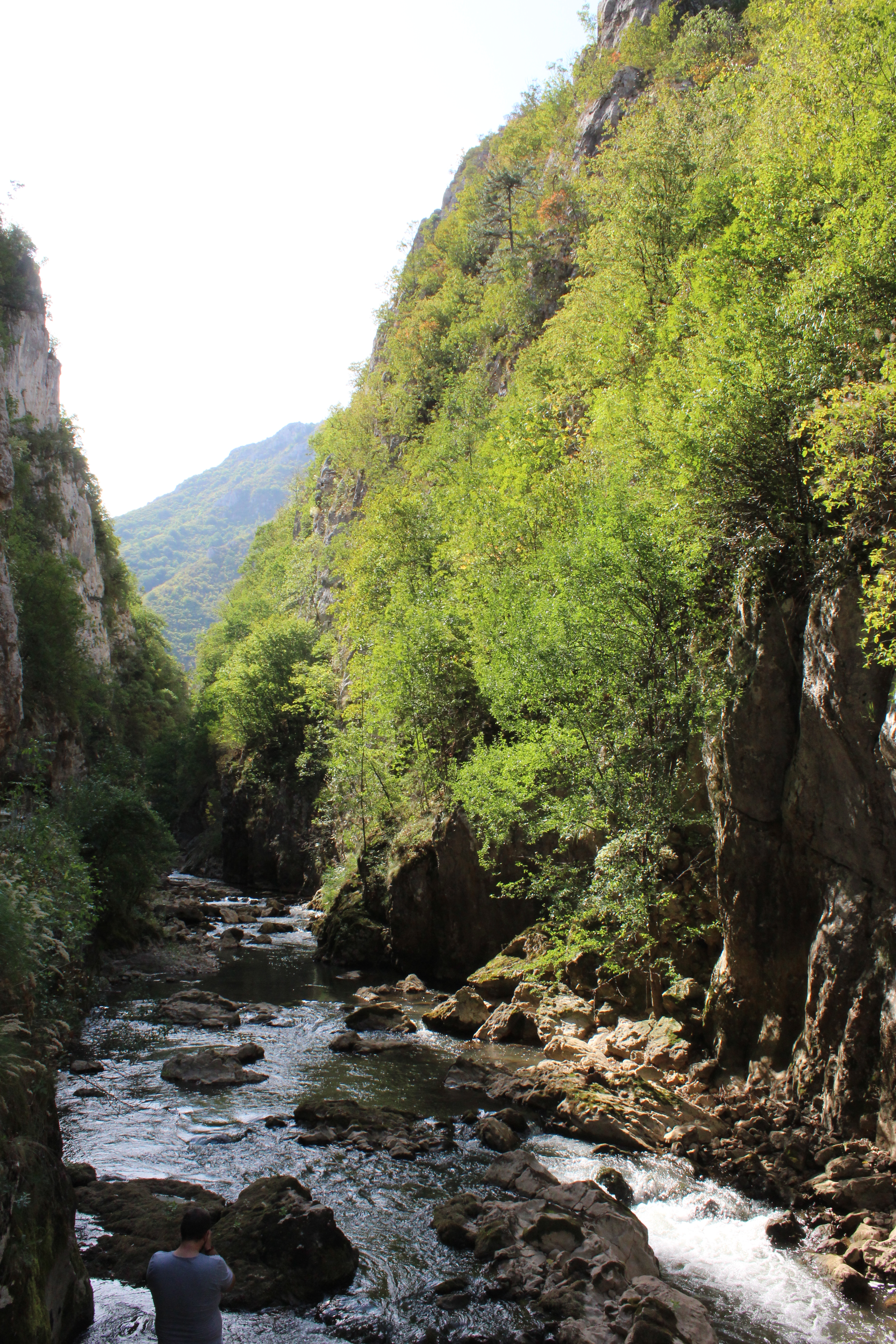
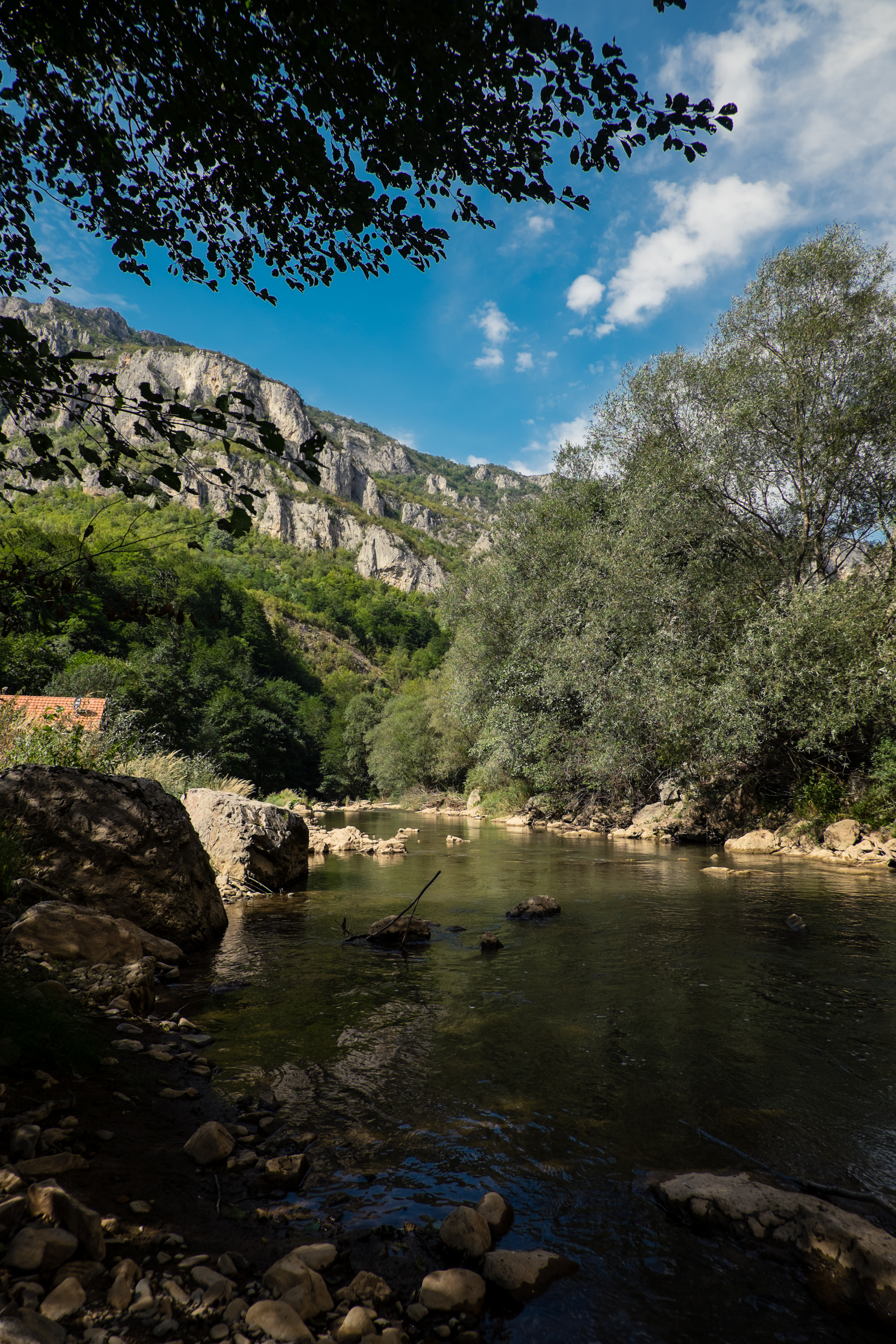